# Linia kolejowa nr 697
Linia kolejowa nr 697 – dawniej należąca do PKP PLK, jednotorowa, zelektryfikowana linia kolejowa łącząca rozjazd nr 101 z rozjazdem nr 37 na stacji Katowice Kostuchna.